# Dolomedes pullatus
Dolomedes pullatus là một loài nhện trong họ Pisauridae.
Loài này thuộc chi Dolomedes. Dolomedes pullatus được Hercule Nicolet miêu tả năm 1849.